# Volodimir Romanovics Tancsik
Volodimir Romanovics Tancsik (cirill betűkkel: Володимир Романович Танчик; Cserkaszi, 1991. október 17. –) ukrán labdarúgó, aki jelenleg a magyar Gyirmót FC játékosa.

## Pályafutása
Cserkasziban született, Ukrajnában. Édesapja ökölvívó volt, gyerekkorában ő is bokszolt és csak 13 évesen kezdett el a labdarúgással foglalkozni. Az FC Knyazsa Scsaszlive csapatában nevelkedett, megfordult a FK Lviv-ben, de végül a PFK Szevasztopol színeiben mutatkozott be  az ukrán élvonalban 2014 márciusában, egy FK Dnyipro elleni mérkőzésen. Nyáron a lengyel élvonalba szerződött, megfordult a KS Ruch Chorzów és a GKS Górnik Łęczna csapatában is, de mindössze nyolc bajnokit játszott, majd hazaigazolt az FC Olimpik Donetskhez. 44 ukrán élvonalbeli mérkőzésen szerepelt. 2017 januárjában szerződtette őt a Gyirmót csapata. Az NB I-ben február 18-án a Paksi FC elleni 0-0 alkalmával mutatkozott be.
2007–2008-ban tagja volt az ukrán U17-es és U18-as válogatott csapatnak. Öt mérkőzésen játszott és egy gólt lőtt.